# Zilvermeercross
De Zilvermeercross is een veldritwedstrijd georganiseerd in het Belgische Mol. Het parcours is gelegen in het Provinciaal Domein het Zilvermeer.

## Erelijst

### Mannen elite
| Datum      | Klassement    | Cat. | Winnaar                                      | Tweede                                       | Derde                                        |
| ---------- | ------------- | ---- | -------------------------------------------- | -------------------------------------------- | -------------------------------------------- |
| 23/12/2024 | Superprestige | C2   | Mathieu van der Poel                         | Laurens Sweeck                               | Michael Vanthourenhout                       |
| 22/12/2023 | Exact Cross   | C2   | Mathieu van der Poel                         | Wout van Aert                                | Niels Vandeputte                             |
| 23/12/2022 | Exact Cross   | C2   | Wout van Aert                                | Mathieu van der Poel                         | Tom Pidcock                                  |
| 30/10/2021 | Losse cross   | C1   | Afgelast vanwege uitblijven goed tv-contract | Afgelast vanwege uitblijven goed tv-contract | Afgelast vanwege uitblijven goed tv-contract |
| 16/01/2021 | Losse cross   | C1   | Wout van Aert                                | Laurens Sweeck                               | Lars van der Haar                            |
| 01/12/2019 | Losse cross   | C1   | Mathieu van der Poel                         | Tom Meeusen                                  | David van der Poel                           |
| 02/12/2018 | Losse cross   | C2   | Corné van Kessel                             | Jim Aernouts                                 | Thijs Aerts                                  |
| 03/12/2017 | Losse cross   | C2   | David van der Poel                           | Corné van Kessel                             | Tom Meeusen                                  |
| 04/12/2016 | Losse cross   | C2   | Mathieu van der Poel                         | Wout van Aert                                | Tom Meeusen                                  |
| 12/12/2015 | Losse cross   | C2   | Wout van Aert                                | Laurens Sweeck                               | Tom Meeusen                                  |
| 14/12/2014 | Losse cross   | C2   | Wout van Aert                                | Mathieu van der Poel                         | Tom Meeusen                                  |

### Vrouwen elite
| Datum      | Klassement    | Cat. | Winnaar                                      | Tweede                                       | Derde                                        |
| ---------- | ------------- | ---- | -------------------------------------------- | -------------------------------------------- | -------------------------------------------- |
| 23/12/2024 | Superprestige | C2   | Ceylin del Carmen Alvarado                   | Lucinda Brand                                | Inge van der Heijden                         |
| 22/12/2023 | Exact Cross   | C2   | Lucinda Brand                                | Shirin van Anrooij                           | Laura Verdonschot                            |
| 23/12/2022 | Exact Cross   | C2   | Shirin van Anrooij                           | Lucinda Brand                                | Annemarie Worst                              |
| 30/10/2021 | Losse cross   | C1   | Afgelast vanwege uitblijven goed tv-contract | Afgelast vanwege uitblijven goed tv-contract | Afgelast vanwege uitblijven goed tv-contract |
| 16/01/2021 | Losse cross   | C1   | Lucinda Brand                                | Denise Betsema                               | Marianne Vos                                 |
| 01/12/2019 | Losse cross   | C1   | Laura Verdonschot                            | Shirin van Anrooij                           | Inge van der Heijden                         |
| 02/12/2018 | Losse cross   | C2   | Sanne Cant                                   | Laura Verdonschot                            | Inge van der Heijden                         |
| 03/12/2017 | Losse cross   | C2   | Lucinda Brand                                | Kim Van de Steene                            | Loes Sels                                    |
| 04/12/2016 | Losse cross   | C2   | Sanne Cant                                   | Lucinda Brand                                | Ellen Van Loy                                |
| 12/12/2015 | Losse cross   | C2   | Sabrina Stultiens                            | Ellen Van Loy                                | Sanne Cant                                   |
| 14/12/2014 | Losse cross   | C2   | Jolien Verschueren                           | Sabrina Stultiens                            | Sanne van Paassen                            |